# Wolfgang Schiesches
Wolfgang Arthur Detlef Schiesches (* 25. November 1931 in Königsberg, Ostpreußen; † 19. August 2010 in Bremen) war ein deutscher Theologe und Pastor der Bremischen Evangelischen Kirche.

## Biografie

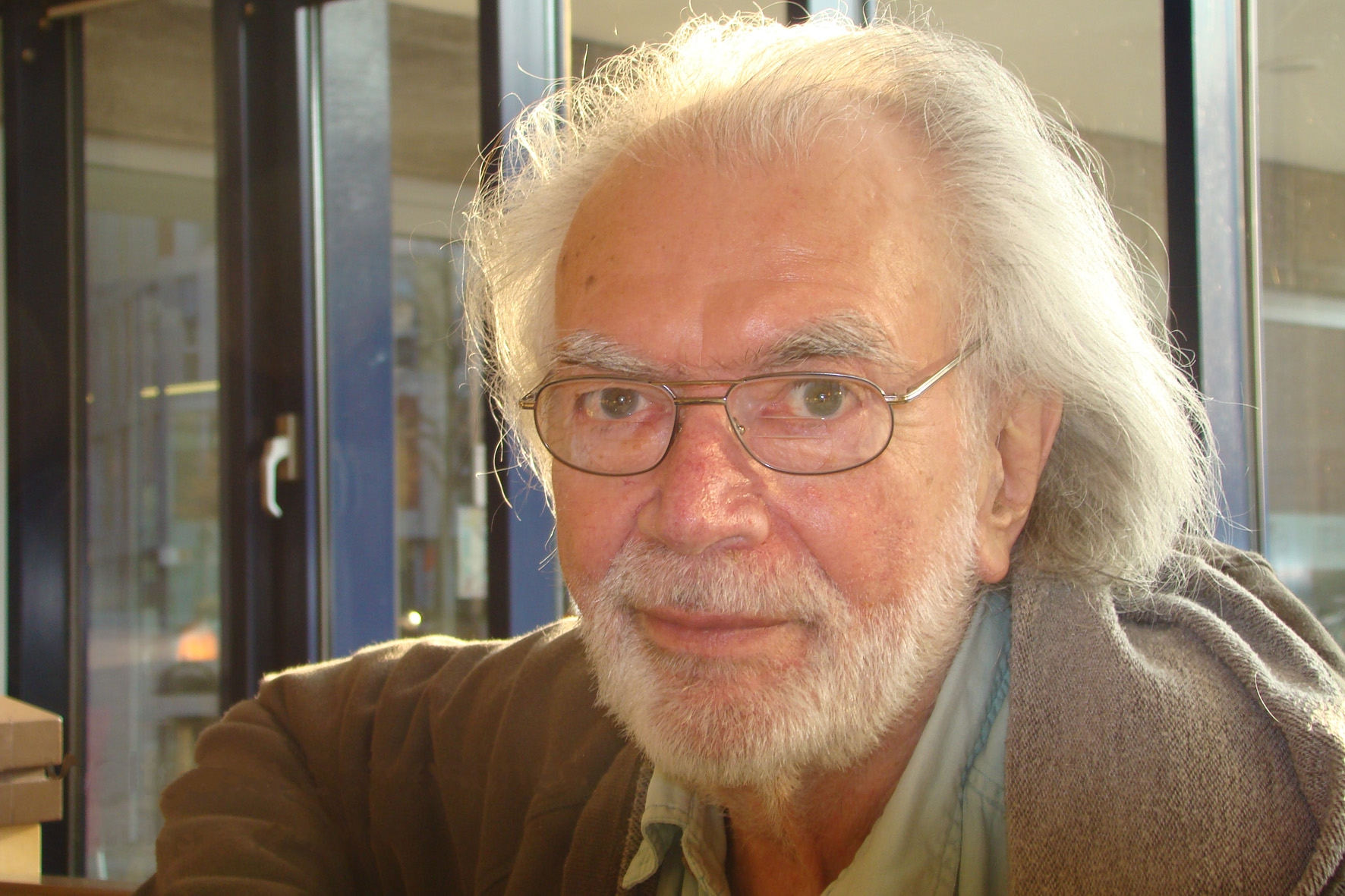
Wolfgang Schiesches

Schiesches studierte in Glasgow, Hamburg und Göttingen. 1964 war seine Amtseinführung als Pastor dem neuen evangelischen Dietrich-Bonhoeffer-Gemeindezentrum Huchting in Bremer - Huchting. Seit der Gründung dieser Neubaugemeinde leitete er diese auch.
Ab 1968 gestaltete er das Leben der Kirchengemeinde revolutionär um. Anlass war für ihn das geringe Interesse der Gemeindemitglieder am Sonntagsgottesdienst. Eine radikale Umgestaltung sollte für mehr Zulauf sorgen. Schiesches begründete das wie folgt: „Wir verprellen ganz bewußt die Kirchentreuen. Da verlieren wir in Bremen zwei Prozent. Aber mit den 98 Prozent Kirchenfremden läßt sich schon eine aktive Gemeinde auf die Beine stellen.“ Er legt den Talar ab und trug diese traditionelle Bekleidung nur noch „zu Beerdigungen etwa, aus Rücksicht auf die alten Leute, die das brauchen“. Statt des Gottesdienstes am Sonntagmorgen gab es an Sonntagabenden Diskussionen in der Kirche. Für ihn war der herkömmliche Gottesdienst am Sonntagmorgen „ein so veraltetes Relikt, dass daran nichts mehr zu reformieren“ sei. Mit einer neuen Gemeindeordnung wollte er Menschen, die aus der Kirche ausgetreten waren, wieder zu Mitgliedern seiner Gemeinde machen. Seine Gemeinde bestand aus 4500 meist jungen Leuten im Neubauviertel am südlichen Bremer Stadtrand.
1969 nahm er mit 200 evangelischen und katholischen Theologen und Theologiestudenten in Bochum an einer viertägigen Konferenz teil, die später als 2. Celler Konferenz bekannt wurde. Auf dieser Konferenz propagierte der Frankfurter Vikar Rolf Trommershäuser folgende Ziele: „Die Zerstörung des Kapitalismus. Die Zerschlagung der Kirche ist nur ein erwünschtes Nebenziel.“ Kritiker warfen Schiesches vor, er habe den örtlichen Kirchenvorstand nach sozialistischem Muster umfunktioniert und gezielt Linke und Ultralinke eingeschleust.
Schiesches wurde im Januar 1972 vom Dienst suspendiert. Bis zur endgültigen Amtsenthebung 1972 wurde er beurlaubt. Als kommissarischer Vorstand der Gemeinde wurde Henning Scherf eingesetzt.
Ab 1991 war er in einer Wählerinitiative Wir fahrradeuphorischen Epikureer + Wir kreativen Evolutionäre aktiv, die mehrmals erfolglos zur Bürgerschaftswahl antrat. Er war Mitglied der EVG Bremen und betrieb hauptberuflich eine Druckerei in der Mozartstraße, Haus Nr. 31.
Schiesches hatte drei Kinder aus erster Ehe.

## Werke
- Wolfgang Schiesches, Anbruch der Freiheit; Klartext-Verlag, 1975
- Wolfgang Schiesches, Ein lachen wird es sein; Klartext-Verlag, 1987